# Kenneth Lonergan
Kenneth Lonergan (Bronx, Nova York, 16 d'octubre de 1962) és un dramaturg, guionista i director de cinema estatunidenc. Va guanyar el premi Oscar al millor guió original pel film que també va dirigir Manchester by the Sea (2016).

## Biografia
Lonergan va començar a escriure a l'escola secundària. Després de graduar-se a la Universitat de Nova York. Va debutar com a director dirigint el seu propi guió en el film You can count on me (2000), interpretat per Mark Ruffalo i Laura Linney i amb Martin Scorsese de productor executiu.

## Filmografia
| Any  | Títol                               | Director | Guionista | Notes                                                                               |
| ---- | ----------------------------------- | -------- | --------- | ----------------------------------------------------------------------------------- |
| 1993 | Doug                                |          | x         | Sèrie de televisió. 1 episodi                                                       |
| 1999 | Una teràpia perillosa               |          | x         |                                                                                     |
| 2000 | You Can Count on Me                 | x        | x         | Nominació Oscar al millor guió original Nominació Globus d'Or al millor guió        |
| 2000 | Les aventures de Rocky i Bullwinkle |          | x         |                                                                                     |
| 2002 | Una altra teràpia perillosa         |          | x         |                                                                                     |
| 2002 | Gangs of New York                   |          | x         | Nominació Oscar al millor guió original Nominació BAFTA al millor guió original     |
| 2011 | Margaret                            | x        | x         | Nominació Boston Society of Film Critics millor guió                                |
| 2016 | Manchester by the Sea               | x        | x         | Guanyador Oscar al millor guió original (2017) Nominació Globus d'Or al millor guió |
| 2017 | Howards End                         |          | x         | Minisèrie                                                                           |